# Enrique Martín Navarro
Enrique Martín Navarro, conegut com a Quique, (Valladolid, 3 de juny de 1924 - València, 12 d'abril de 2016) fou un futbolista espanyol de les dècades de 1940 i 1950.

## Trajectòria
Nascut a Valladolid, es va criar entre Castelló i València. Començà a jugar a futbol a l'escola on era internat, els Salesians de València, passant més tard al Sindicato Español Universitario (SEU) a Castelló. Acabada la guerra, amb 15 anys ingressà al Vila-real CF, i amb 17 fitxà pel CE Castelló. Inicialment jugava com a mig centre, però durant la temporada 1942-43 fou reclamat pel primer equip castellonenc per jugar de porter, doncs els seus dos porters titulars estaven lesionats, posició en la qual continuà la resta de la seva carrera. El juliol de 1943 es traslladà a Barcelona per fitxar per l'Espanyol, però no arribà a un acord i finalment fou fitxat pel FC Barcelona. Va defensar la samarreta del Barcelona durant set temporades, en les quals fou majoritàriament suplent d'homes com Velasco o Ramallets. Va guanyar tres lligues i una Copa Llatina com a títols més importants. L'any 1950 marxà al València CF, on agafà el relleu d'Ignacio Eizaguirre. Defensà la porteria valencianista fins a la temporada 1956-57, guanyant una copa del rei la temporada 1953-54. Acabà la seva carrera al Llevant UE.
Un cop retirat exercí d'entrenador, dirigint principalment clubs del País Valencià. Començà dirigint el CE Alcoià on encara jugà dos partits com a futbolista durant la temporada 1958-59. Posteriorment destacà entrenant el Llevant UE i el Reial Oviedo a primera divisió, i el CE Constància i la UE Lleida a Segona.

## Palmarès
- Lliga espanyola:
  - 1944-45, 1947-48, 1948-49
- Copa espanyola:
  - 1953-54
- Copa Llatina:
  - 1948-49
- Copa d'Or Argentina:
  - 1945-46
- Copa Eva Duarte:
  - 1948-49